# Eyes That Never Lie
Eyes That Never Lie (в переводе с английского языка «Глаза, которые никогда не лгут») — песня, с которой Пётр Елфимов представлял Белоруссию на конкурсе Евровидение-2009. Музыку к песне написал Пётр Елфимов, а текст песни Валерий Прохожий.

## Выбор
Песню выбрали белорусские телезрители во время прямой трансляции Национального телевизионного музыкального проекта «Еврофест». В финале приняло участие 5 участников. Во время телефонного и sms-голосования Пётр набрал наибольшее количество голосов и получил право представлять Белоруссию на конкурсе «Евровидение-2009».

### Отбор
| №  | Исполнитель            | Песня               | Голоса | Место |
| -- | ---------------------- | ------------------- | ------ | ----- |
| 01 | Гюнешь                 | Fantastic Girl      | 7949   | 2     |
| 02 | Петр Елфимов           | Eyes That Never Lie | 11475  | 1     |
| 03 | Litesound feat. Дакота | Carry On            | 4385   | 3     |
| 04 | Доменика               | This is my Day      | 1125   | 5     |
| 05 | «Ветер в голове»       | «Шпацыруем»         | 2804   | 4     |

## Список композиций
1. Eyes That Never Lie — 3:00
2. «Взгляд любви» (русская версия) 3:00
3. Eyes That Never Lie (Yankee DJ’s Bond version) — 2:48
4. Eyes That Never Lie (Yankee DJ’s Radio House Mix) — 3:46
5. Eyes That Never Lie (Yankee DJ’s Disco Mix) — 3:15
6. Eyes That Never Lie (Yankee DJ’s Trance Mix) — 4:30
7. DVD Video